# Rhipidia persimplex
Rhipidia persimplex är en tvåvingeart som först beskrevs av Alexander 1950.  Rhipidia persimplex ingår i släktet Rhipidia och familjen småharkrankar.
Artens utbredningsområde är Peru. Inga underarter finns listade i Catalogue of Life.